# Аймаханов, Мухтар Рабатович
Мухта́р Раба́тович Аймаха́нов (род. 1 января 1967 года) — космонавт-испытатель отряда ФГБУ «НИИ ЦПК имени Ю. А. Гагарина». По национальности — казах. С 2012 года — гражданин Российской Федерации, сменил гражданство Республики Казахстан для зачисления в российский отряд космонавтов и получения возможности совершения космического полёта. Опыта космических полётов не имел, проходил подготовку в составе группы специализации и совершенствования отряда космонавтов. В декабре 2022 года покинул отряд космонавтов. Научный сотрудник Института истории естествознания и техники имени С. И. Вавилова.

## Биография
Родился в посёлке Джусалы Кзыл-Ординской области Казахской ССР, СССР (ныне Кызылординская область, Республика Казахстан).
Во время учёбы в школе прошёл лётную подготовку в Алма-атинском аэроклубе. 1988 году окончил Черниговское высшее военное авиационное училище и получил квалификацию «лётчик-инженер».
С 1988 года проходил службу в рядах ВВС Вооружённых Сил СССР, а затем в Военно-воздушных силах Республики Казахстан. Капитан запаса.
В 1993—1998 годах, после увольнения с военной службы, работал в Казахской фондовой бирже, АО «Центрально-Азиатская депозитарная система „Алтын-Казна“», ТОО «Терминал», ТОО «МААГБОЛ». В 2002 году окончил Высшую школу права «Адилет» по специальности юриспруденция. В том же году стал генеральным директором ТОО «Алтын-Консалт».

### Космическая подготовка
В июле 2001 года подал заявление в Аэрокосмический комитет о допуске к отбору в космонавты Республики Казахстан. Летом 2002 года в рамках реализации российско-казахстанской договорённости о проведении совместного космического полёта прошёл медицинскую комиссию в Институте медико-биологических проблем в Москве. 9 ноября 2002 года рекомендован для включения в отряд космонавтов Республики Казахстан. 17 декабря 2002 года прошёл главную медицинскую комиссию и получил допуск к тренировкам. 29 мая 2003 года начал подготовку в составе группы российских кандидатов в космонавты.
С 16 июня 2003 года проходил общекосмическую подготовку в Центре подготовки космонавтов имени Ю. А. Гагарина в Звёздном городке. 28 июня 2005 года сдал государственные экзамены в ЦПК с оценкой «отлично». 5 июля 2005 года решением Межведомственной квалификационной комиссии ему была присвоена квалификация «космонавт-испытатель». Продолжал подготовку в группе космонавтов по программе полёта на Международную космическую станцию. В конце 2007 года завершил подготовку в ЦПК, проводившуюся на безвозмездной основе.
В ноябре 2008 года, вместе с космонавтом А. А. Аимбетовым рассматривался как кандидат в члены основного экипажа космического полёта осенью 2009 года. Однако в апреле 2009 года руководство Роскосмоса получило официальное письмо от главы Казкосмоса, о том, что «по финансовым вопросам по решению правительства они снимают с полёта казахстанского космонавта». (Полёт оценивался в 26 млн долларов). Подал заявление с просьбой зачислить его в российский отряд космонавтов, для чего руководство Роскосмоса рекомендовало получить гражданство России. С 2009 года Аймаханов является научным сотрудником Института истории естествознания и техники имени С. И. Вавилова. В 2010 году с отличием окончил обучение в Российской академии государственной службы при Президенте РФ.
В 2012 году Аймаханов получил российское гражданство. 26 сентября 2012 года получил допуск Государственной медицинской комиссии о годности к спецтренировкам. 27 января 2014 года решением Межведомственной комиссии Роскосмоса рекомендован к зачислению в отряд космонавтов ЦПК на должность кандидата в космонавты. 13 августа 2014 года назначен на должность космонавта-испытателя отряда космонавтов ЦПК им. Ю. А. Гагарина, проходит подготовку в составе группы специализации и совершенствования.
С 19 по 28 октября 2014 года в Туапсинском районе Краснодарского края принял участие в тренировках по действиям экипажа в случае нештатной посадки в гористой местности.
Работает над диссертацией на соискание учёной степени кандидата экономических наук.
28 декабря 2022 года Мухтар Аймаханов покинул должность космонавта-испытателя в отряде космонавтов Госкорпорации «Роскосмос» после решения главной медицинской комиссии Центра подготовки космонавтов имени Ю.А. Гагарина. Он продолжит свою деятельность в ЦПК в качестве ведущего специалиста по подготовке космонавтов.

## Семья
Женат. Жена Эльмира — кандидат медицинских наук, работала преподавателем в КазНМУ. В семье растет сын — Исатай (2000 года рождения), дочь — Амина (2004 года рождения).